# Опасная игра (фильм, 1993)
«Опасная игра» (англ. Dangerous Game) — итальянско-американский художественный фильм 1993 года, известный также под названием Snake Eyes (в переводе с англ. — «Змеиные глаза»).

## Сюжет
Фильм о процессе съёмок психологического триллера. Мадонна играет актрису, исполняющую главную роль, Джеймс Руссо — её партнера по фильму, Харви Кейтель — режиссёра картины. В процессе съёмок рабочий процесс мешается с личной жизнью и партнёр Мадонны к концу фильму путает фильм с реальностью и в приступе ревности и сумасшествия связывает и избивает Мадонну, а затем выстреливает. Но режиссёр не даёт понять, в кого именно.